# بود أكتون
بود أكتون (بالإنجليزية: Bud Acton)‏ مواليد 11 يناير 1942، هو لاعب كرة سلة أمريكي معتزل وحمل الرقم 24. يبلغ طوله 6 قدم 6 بوصة (2.0 م). لعب مع فريق هيوستن روكتس في الرابطة الوطنية لكرة السلة.

## إحصائيات المسيرة

### الموسم الاعتيادي
| السنة   | الفريق       | لعب | بدأ | دقيقة | ميداني% | ثلاثية | حرة  | ارتداد | صنع | استلاب | تصدي | نقطة |
| ------- | ------------ | --- | --- | ----- | ------- | ------ | ---- | ------ | --- | ------ | ---- | ---- |
| 1967–68 | هيوستن روكتس | 23  | -   | 8.5   | .392    | -      | .655 | 2.0    | .5  | -      | -    | 3.3  |
| المسيرة |              | 23  | -   | 8.5   | .392    | -      | .655 | 2.0    | .5  | -      | -    | 3.3  |

## روابط خارجية
- بود أكتون على موقع إن بي أي (الإنجليزية)
- بود أكتون على موقع سبورتس رفرنس (الإنجليزية)
- بود أكتون على موقع ريلجم (الإنجليزية)
- بود أكتون على موقع بروبوليرز (الإنجليزية)